# Blastobasis phycidella
Blastobasis phycidella — вид лускокрилих комах родини бластобазид (Blastobasidae).

## Поширення
Вид поширений в більшій частині Європи (крім Фенноскандії, Латвії, Естонії, Ірландії та Ісландії) та Малій Азії.

## Опис
Розмах крил становить 17-19 мм.

## Спосіб життя
Метелики літають з кінця червня до початку серпня. Личинки живляться гнилою деревиною, опалою хвоєю, засохлими грибами.